# On my way back home
『On my way back home』（オン・マイ・ウェイ・バック・ホーム）は、日本のバンド、OCEANLANEの1stアルバム。

## 解説
OCEANLANEの1stアルバム。2004年にPSCからリリース。2005年にフジロックフェスティバルへの出演を記念し、ボーナストラック3曲とDVDを加えた『On my way back home -Special Edition-』が3000枚限定でHandicraft Recordingsから発売され、2007年には同じくHandicraft Recordingsからボーナストラック2曲を加えて再発された（DVDは付いていない）。

## 収録曲
1. Everlasting Scene
作詞は武居、曲は直江と武居の共作。メインボーカルは武居。
2. Sign
作詞は武居、作曲は直江。メインボーカルは武居。
限定発売シングル『Sign』に収録されている。
3. Ships and Stars
作詞は武居、作曲は直江。メインボーカルは武居。
4. Haze in Heart
作詞は武居、曲は直江と武居の共作。メインボーカルは武居。
5. Million
作詞は武居、作曲は直江。メインボーカルは武居。
6. Terminal
作詞は武居、曲は直江と武居の共作。メインボーカルは武居。
7. Ten Second Illusion
作詞作曲とメインボーカルは武居。
8. Broken Wings
作詞作曲とメインボーカルは直江。直江が初めてメインボーカルを取った曲である。
9. Scent of the Air
作詞作曲とメインボーカルは武居。
10. Fade in Time
詞は直江と武居の共作、作曲は直江。メインボーカルは武居。
11. All You Miss（ボーナストラック）
作詞作曲とメインボーカルは武居。曲の冒頭に英語の台詞が入る。
映画『16歳の合衆国』イメージソング。
12. Answer to This Flower（ボーナストラック）
作詞作曲とメインボーカルは直江。
映画『16歳の合衆国』イメージソング。
13. Sign (Acoustic Version)（2005年の限定盤のみのボーナストラック）